# Thomas Vose Daily
Thomas Vose Daily (* 23. September 1927 in Belmont, Massachusetts; † 14. Mai 2017 in Queens, New York) war ein US-amerikanischer Geistlicher und römisch-katholischer Bischof von Brooklyn.

## Leben
Thomas Vose Daily studierte am Boston College und später am St. John’s Seminary in Brighton, Massachusetts. Er empfing am 10. Januar 1952 die Priesterweihe durch Richard Kardinal Cushing für das Erzbistum Boston. Er war von 1960 bis 1965 als Missionar in Peru tätig, anschließend Sekretär des Erzbischofs von Boston, Humberto Kardinal Sousa Medeiros.
Papst Paul VI. ernannte ihn am 31. Dezember 1974 zum Weihbischof in Boston und Titularbischof von Bladia. Der Erzbischof von Boston, Humberto Sousa Kardinal Medeiros, spendete ihm am 11. Februar des nächsten Jahres die Bischofsweihe; Mitkonsekratoren waren die Weihbischöfe in Boston Thomas Joseph Riley und Lawrence Joseph Riley. 1976 wurde er zum Generalvikar ernannt.
Am 17. Juli 1984 wurde er zum ersten Bischof von Palm Beach ernannt. Am 20. Februar 1990 wurde er zum Bischof von Brooklyn ernannt und am 18. April desselben Jahres in das Amt eingeführt. Am 1. August 2003 nahm Papst Johannes Paul II. sein altersbedingtes Rücktrittsgesuch an.
Thomas Vose Daily war Kaplan der Kolumbusritter. Er war Mitglied der Päpstlichen Kommission für Lateinamerika.

## Einzelnachweis
1. ↑  Thomas Daily, retired Bishop of Brooklyn & Queens, dies in Douglaston at age 89

| Vorgänger           | Amt                              | Nachfolger                |
| ------------------- | -------------------------------- | ------------------------- |
| —                   | Bischof von Palm Beach 1984–1990 | Joseph Keith Symons       |
| Francis J. Mugavero | Bischof von Brooklyn 1990–2003   | Nicholas Anthony DiMarzio |

| Personendaten    | Personendaten                                                            |
| ---------------- | ------------------------------------------------------------------------ |
| NAME             | Daily, Thomas Vose                                                       |
| KURZBESCHREIBUNG | US-amerikanischer Geistlicher, römisch-katholischer Bischof von Brooklyn |
| GEBURTSDATUM     | 23. September 1927                                                       |
| GEBURTSORT       | Belmont                                                                  |
| STERBEDATUM      | 14. Mai 2017                                                             |
| STERBEORT        | Queens                                                                   |